# 香港第四屆立法會
立法會是中華人民共和國香港特別行政區的立法機構。第四屆立法會共有60個議席，60位議員經於2008年9月7日的選舉產生。當中，地區直選和功能界別選舉分別選出30位議員。60名議員的任期為四年，由2008年10月1日至2012年9月30日。

## 議員列表
根據《議事規則》及《內務守則》，連續擔任立法會議員的時間較長者排名較前，而連續擔任議員時間相同者則按宣誓的先後決定排名，即按中文姓名繁體字筆劃較少者為先，下表乃根據立法會公佈之排名次序 （页面存档备份，存于）而列出。議員的政治聯繫是根據議員向立法會申報的資料，雙重黨籍者則列出較主要者，或其載列於立法會網頁的首項黨籍計算，而於任期內有任何改動者，則按其任期結束前最後情況列出。政治派系僅為大概分類，並不代表同一派別議員只有單一取態；於重大事項（如行政長官及立法會產生辦法修改）中的投票取態可視為分類的依據。
| 議席 | 選區                     | 肖像 | 議員     | 政黨     | 政黨           | 派系   | 任期     | 任期           | 連任始於 | 註釋        |
| ---- | ------------------------ | ---- | -------- | -------- | -------------- | ------ | -------- | -------------- | -------- | ----------- |
| 地區 | 香港島                   |      | 曾鈺成   |          | 民建聯         | 建制派 | 會期開始 | 會期結束       | 1996     | 立法會主席  |
| 地區 | 新界西                   |      | 何俊仁   |          | 民主黨         | 民主派 | 會期開始 | 會期結束       | 1995     |             |
| 功能 | 工程界                   |      | 何鍾泰   |          | 无党籍         | 建制派 | 會期開始 | 會期結束       | 1996     |             |
| 地區 | 新界西                   |      | 李卓人   |          | 工黨           | 民主派 | 會期開始 | 會期結束       | 1995     | [ c ]       |
| 功能 | 金融界                   |      | 李國寶   |          | 无党籍         | 建制派 | 會期開始 | 會期結束       | 1985     |             |
| 地區 | 九龍東                   |      | 李華明   |          | 民主黨         | 民主派 | 會期開始 | 會期結束       | 1991     |             |
| 功能 | 法律界                   |      | 吳靄儀   |          | 公民黨         | 民主派 | 會期開始 | 會期結束       | 1995     |             |
| 地區 | 九龍西                   |      | 涂謹申   |          | 民主黨         | 民主派 | 會期開始 | 會期結束       | 1991     |             |
| 功能 | 教育界                   |      | 張文光   |          | 民主黨         | 民主派 | 會期開始 | 會期結束       | 1991     |             |
| 地區 | 九龍東                   |      | 陳鑑林   |          | 民建聯         | 建制派 | 會期開始 | 會期結束       | 1995     |             |
| 功能 | 紡織及製衣界             |      | 梁劉柔芬 |          | 自由黨         | 建制派 | 會期開始 | 會期結束       | 1996     | [ d ]       |
| 地區 | 新界西                   |      | 梁耀忠   |          | 街工           | 民主派 | 會期開始 | 會期結束       | 1995     |             |
| 功能 | 商界（第二）             |      | 黃宜弘   |          | 工商專業聯盟   | 建制派 | 會期開始 | 會期結束       | 1991     | [ e ]       |
| 功能 | 漁農界                   |      | 黃容根   |          | 民建聯         | 建制派 | 會期開始 | 會期結束       | 1998     |             |
| 地區 | 新界東                   |      | 劉江華   |          | 民建聯         | 建制派 | 會期開始 | 會期結束       | 1998     |             |
| 功能 | 鄉議局                   |      | 劉皇發   |          | 自由黨         | 建制派 | 會期開始 | 會期結束       | 1985     | [ d ]       |
| 功能 | 航運交通界               |      | 劉健儀   |          | 自由黨         | 建制派 | 會期開始 | 會期結束       | 1988     |             |
| 地區 | 新界東                   |      | 劉慧卿   |          | 民主黨         | 民主派 | 會期開始 | 會期結束       | 1991     | [ f ]       |
| 地區 | 新界東                   |      | 鄭家富   |          | 无党籍         | 民主派 | 會期開始 | 會期結束       | 1995     | [ g ]       |
| 功能 | 體育、演藝、文化及出版界 |      | 霍震霆   |          | 无党籍         | 建制派 | 會期開始 | 會期結束       | 1996     |             |
| 地區 | 新界西                   |      | 譚耀宗   |          | 民建聯         | 建制派 | 會期開始 | 會期結束       | 1985     |             |
| 功能 | 地產及建造界             |      | 石禮謙   |          | 无党籍         | 建制派 | 會期開始 | 會期結束       | 2000     |             |
| 功能 | 勞工界                   |      | 李鳳英   |          | 勞聯           | 建制派 | 會期開始 | 會期結束       | 2000     |             |
| 功能 | 飲食界                   |      | 張宇人   |          | 自由黨         | 建制派 | 會期開始 | 會期結束       | 2000     |             |
| 地區 | 新界西                   |      | 陳偉業   |          | 社民連         | 民主派 | 會期開始 | 2010年 1月28日 | 1991     | [ h ]       |
| 地區 | 新界西                   |      | 陳偉業   | 人民力量 | 2010年 5月17日 | 民主派 | 會期結束 | 2010 補        | 接替自己 |             |
| 地區 | 九龍西                   |      | 馮檢基   |          | 民協           | 民主派 | 會期開始 | 會期結束       | 1991     |             |
| 地區 | 香港島                   |      | 余若薇   |          | 公民黨         | 民主派 | 會期開始 | 會期結束       | 2000     |             |
| 功能 | 批發及零售界             |      | 方 剛    |          | 自由黨         | 建制派 | 會期開始 | 會期結束       | 2004     |             |
| 地區 | 新界西                   |      | 王國興   |          | 工聯會         | 建制派 | 會期開始 | 會期結束       | 2004     |             |
| 地區 | 新界西                   |      | 李永達   |          | 民主黨         | 民主派 | 會期開始 | 會期結束       | 1991     |             |
| 功能 | 衛生服務界               |      | 李國麟   |          | 无党籍         | 民主派 | 會期開始 | 會期結束       | 2004     |             |
| 功能 | 商界（第一）             |      | 林健鋒   |          | 經濟動力       | 建制派 | 會期開始 | 會期結束       | 2004     | [ d ]       |
| 功能 | 工業界（第一）           |      | 梁君彥   |          | 經濟動力       | 建制派 | 會期開始 | 會期結束       | 2004     | [ d ]       |
| 地區 | 九龍東                   |      | 梁家傑   |          | 公民黨         | 民主派 | 會期開始 | 2010年 1月28日 | 2004     | [ h ]       |
| 地區 | 九龍東                   |      | 梁家傑   | 公民黨   | 2010年 5月17日 | 民主派 | 會期結束 | 2010 補        | 接替自己 |             |
| 地區 | 新界東                   |      | 梁國雄   |          | 社民連         | 民主派 | 會期開始 | 2010年 1月28日 | 2004     | [ h ] [ j ] |
| 地區 | 新界東                   |      | 梁國雄   | 社民連   | 2010年 5月17日 | 民主派 | 會期結束 | 2010 補        | 接替自己 |             |
| 地區 | 新界西                   |      | 張學明   |          | 民建聯         | 建制派 | 會期開始 | 會期結束       | 2004     |             |
| 功能 | 進出口界                 |      | 黃定光   |          | 民建聯         | 建制派 | 會期開始 | 會期結束       | 2004     |             |
| 地區 | 新界東                   |      | 湯家驊   |          | 公民黨         | 民主派 | 會期開始 | 會期結束       | 2004     |             |
| 功能 | 金融服務界               |      | 詹培忠   |          | 无党籍         | 建制派 | 會期開始 | 會期結束       | 1991     |             |
| 功能 | 建築、測量及都市規劃界   |      | 劉秀成   |          | 无党籍         | 建制派 | 會期開始 | 會期結束       | 2004     |             |
| 地區 | 香港島                   |      | 甘乃威   |          | 民主黨         | 民主派 | 會期開始 | 會期結束       | 2008     |             |
| 地區 | 香港島                   |      | 何秀蘭   |          | 工黨           | 民主派 | 會期開始 | 會期結束       | 1998     | [ k ]       |
| 地區 | 九龍西                   |      | 李慧琼   |          | 民建聯         | 建制派 | 會期開始 | 會期結束       | 2008     |             |
| 功能 | 工業界（第二）           |      | 林大輝   |          | 无党籍         | 建制派 | 會期開始 | 會期結束       | 2008     |             |
| 地區 | 新界東                   |      | 陳克勤   |          | 民建聯         | 建制派 | 會期開始 | 會期結束       | 2008     |             |
| 功能 | 會計界                   |      | 陳茂波   |          | 无党籍         | 建制派 | 會期開始 | 2012年 7月28日 | 2008     | [ l ]       |
| 功能 | 保險界                   |      | 陳健波   |          | 无党籍         | 建制派 | 會期開始 | 會期結束       | 2008     |             |
| 地區 | 香港島                   |      | 陳淑莊   |          | 公民黨         | 民主派 | 會期開始 | 2010年 1月28日 | 2008     | [ h ]       |
| 地區 | 香港島                   |      | 陳淑莊   | 公民黨   | 2010年 5月17日 | 民主派 | 會期結束 | 2010 補        | 接替自己 |             |
| 地區 | 九龍西                   |      | 梁美芬   |          | 專業會議       | 建制派 | 會期開始 | 會期結束       | 2008     | [ m ]       |
| 功能 | 醫學界                   |      | 梁家騮   |          | 无党籍         | 建制派 | 會期開始 | 會期結束       | 2008     |             |
| 功能 | 社會福利界               |      | 張國柱   |          | 工黨           | 民主派 | 會期開始 | 會期結束       | 2008     | [ n ]       |
| 地區 | 新界東                   |      | 黃成智   |          | 民主黨         | 民主派 | 會期開始 | 會期結束       | 2000     |             |
| 地區 | 九龍東                   |      | 黃國健   |          | 工聯會         | 建制派 | 會期開始 | 會期結束       | 2008     |             |
| 地區 | 九龍西                   |      | 黃毓民   |          | 社民連         | 民主派 | 會期開始 | 2010年 1月28日 | 2008     | [ h ]       |
| 地區 | 九龍西                   |      | 黃毓民   | 人民力量 | 2010年 5月17日 | 民主派 | 會期結束 | 2010 補        | 接替自己 |             |
| 功能 | 勞工界                   |      | 葉偉明   |          | 工聯會         | 建制派 | 會期開始 | 會期結束       | 2008     |             |
| 功能 | 區議會                   |      | 葉國謙   |          | 民建聯         | 建制派 | 會期開始 | 會期結束       | 1996     |             |
| 地區 | 香港島                   |      | 葉劉淑儀 |          | 新民黨         | 建制派 | 會期開始 | 會期結束       | 2008     | [ o ]       |
| 功能 | 勞工界                   |      | 潘佩璆   |          | 工聯會         | 建制派 | 會期開始 | 會期結束       | 2008     |             |
| 功能 | 旅遊界                   |      | 謝偉俊   |          | 无党籍         | 建制派 | 會期開始 | 會期結束       | 2008     |             |
| 功能 | 資訊科技界               |      | 譚偉豪   |          | 无党籍         | 建制派 | 會期開始 | 會期結束       | 2008     |             |

## 議席分佈
|              | 政黨         | 選後議席 | 解散時議席 |
| ------------ | ------------ | -------- | ---------- |
|              | 民建聯       | 10       | 10         |
|              | 民主黨       | 8        | 8          |
|              | 自由黨       | 7        | 3          |
|              | 公民黨       | 5        | 5          |
|              | 工聯會       | 4        | 4          |
|              | 社民連       | 3        | 1          |
|              | 街工         | 1        | 1          |
|              | 職工盟       | 1        | 0          |
|              | 民協         | 1        | 1          |
|              | 前綫         | 1        | 0          |
|              | 公民起動     | 1        | 0          |
|              | 勞聯         | 1        | 1          |
|              | 社總         | 1        | 0          |
|              | 經濟動力     | 0        | 4          |
|              | 工黨         | 0        | 3          |
|              | 人民力量     | 0        | 2          |
|              | 新民黨       | 0        | 1          |
|              | 獨立         | 16       | 16         |
| 建制派議席數 | 建制派議席數 | 37       | 37         |
| 民主派議席數 | 民主派議席數 | 23       | 23         |
| 總議席數     | 總議席數     | 60       | 60         |

備註：「斜體」代表組織仍然運作但部份議席併入其他政黨。

## 政黨組成
第四屆立法會以民建聯為第一大黨，其次為民主黨及公民黨。按議員表決時的投票傾向，大致可分類為親建制派及泛民主派兩大陣營。
根據《中華人民共和國香港特別行政區基本法》附件二：「政府提出的法案，如獲得出席會議的全體議員的過半數票，即為通過。」；另外，「立法會議員個人提出的議案、法案和對政府法案的修正案均須分別經功能團體選舉產生的議員和分區直接選舉、選舉委員會選舉產生的議員兩部分出席會議議員各過半數通過。」因選舉委員會制度已於第三屆立法會取消，實際上即為「功能團體選舉產生的議員和分區直接選舉產生的議員兩部分出席會議議員各過半數通過」。
| 建制派: - 民建聯 - 工聯會 - 經濟動力 - 自由黨 - 新民黨 - 勞聯 |  | 民主派: - 民主黨 - 公民黨 - 工黨 - 人民力量 - 社民連 - 街工 - 民協 |  | 中間派、獨立無黨籍或其他人士: - 獨立人士 |

| 政黨       | 政黨       | 政黨 | 議員                                                                   | 地方選區 | 功能界別 | 總議席 | 備註  |
| ---------- | ---------- | --- | ---------------------------------------------------------------------- | -------- | -------- | ------ | ----- |
| 建制派     |            | |                                                                        |          |          |        |       |
|            |            | 民建聯 | 曾鈺成、陳鑑林、譚耀宗、張學明、劉江華、陳克勤、黃容根、黃定光、葉國謙 | 7        | 3        | 10     |       |
|            | 自由黨     | 劉健儀、方剛、張宇人                                                                                           | 0                                                                      | 3        | 3        |        |       |
|            | 工聯會     | 黃國健、王國興、潘佩璆、葉偉明                                                                                 | 2                                                                      | 2        | 4        |        |       |
|            | 勞聯       | 李鳳英 | 0                                                                      | 1        | 1        |        |       |
|            | 新民黨     | 葉劉淑儀 | 1                                                                      | 0        | 1        |        |       |
|            | 經濟動力   | 劉皇發、林健鋒、梁君彥、梁劉柔芬                                                                               | 0                                                                      | 4        | 4        |        |       |
|            | 獨立       | 梁美芬、陳健波、陳茂波、梁家騮、何鍾泰、劉秀成、石禮謙、謝偉俊、黃宜弘、林大輝、李國寶、詹培忠、霍震霆、譚偉豪 | 1                                                                      | 13       | 14       |        |       |
| 建制派總計 | 建制派總計 | 建制派總計 | 建制派總計                                                             | 11       | 26       | 37     |       |
| 民主派     |            | |                                                                        |          |          |        |       |
|            |            | 民主黨 | 甘乃威、涂謹申、李華明、李永達、何俊仁、黃成智、劉慧卿、張文光         | 7        | 1        | 8      | [ p ] |
|            | 公民黨     | 陳淑莊、余若薇、梁家傑、湯家驊、吳靄儀                                                                         | 4                                                                      | 1        | 5        |        |       |
|            | 工黨       | 何秀蘭、李卓人、張國柱                                                                                         | 2                                                                      | 1        | 3        |        |       |
|            | 人民力量   | 黃毓民、陳偉業                                                                                                 | 2                                                                      | 0        | 2        |        |       |
|            | 社民連     | 梁國雄 | 1                                                                      | 0        | 1        |        |       |
|            | 民協       | 馮檢基 | 1                                                                      | 0        | 1        |        |       |
|            | 街工       | 梁耀忠 | 1                                                                      | 0        | 1        |        |       |
|            | 獨立       | 鄭家富、李國麟                                                                                                 | 1                                                                      | 1        | 2        |        |       |
| 民主派總計 | 民主派總計 | 民主派總計 | 民主派總計                                                             | 19       | 4        | 23     |       |
| 總計       | 總計       | 總計 | 總計                                                                   | 30       | 30       | 60     |       |

## 委員會
立法會內設有不同委員會，以履行研究法案、監管公共開支及監察政府施政等職能。以下列出第四屆立法會各主要委員會於各年度的正、副主席。紅色及綠色分別表示建制派及泛民主派。
| 委員會                         | 年度主席  | 年度主席  | 年度主席  | 年度主席  | 年度副主席 | 年度副主席 | 年度副主席 | 年度副主席 |
| 委員會                         | 2008-2009 | 2009-2010 | 2010-2011 | 2011-2012 | 2008-2009  | 2009-2010  | 2010-2011  | 2011-2012  |
| ------------------------------ | --------- | --------- | --------- | --------- | ---------- | ---------- | ---------- | ---------- |
| 內務委員會                     | 劉健儀    | 劉健儀    | 劉健儀    | 劉健儀    | 李華明     | 李華明     | 李華明     | 李華明     |
| 議會聯絡小組委員會             | 石禮謙    | 石禮謙    | 石禮謙    | 石禮謙    | 劉慧卿     | 劉慧卿     | 劉慧卿     | 劉慧卿     |
| 財務委員會                     | 劉慧卿    | 劉慧卿    | 劉慧卿    | 劉慧卿    | 劉秀成     | 劉秀成     | 劉秀成     | 劉秀成     |
| 人事編制小組委員會             | 黃容根    | 黃容根    | 吳靄儀    | 吳靄儀    | 吳靄儀     | 吳靄儀     | 潘佩璆     | 潘佩璆     |
| 工務小組委員會                 | 何鍾泰    | 何鍾泰    | 何鍾泰    | 何鍾泰    | 梁家傑     | 張學明     | 梁家傑     | 梁家傑     |
| 政府帳目委員會                 | 黃宜弘    | 黃宜弘    | 黃宜弘    | 黃宜弘    | 陳茂波     | 陳茂波     | 陳茂波     | 陳茂波     |
| 議員個人利益監察委員會         | 梁劉柔芬  | 梁劉柔芬  | 梁劉柔芬  | 梁劉柔芬  | 劉慧卿     | 劉慧卿     | 劉慧卿     | 劉慧卿     |
| 議事規則委員會                 | 譚耀宗    | 譚耀宗    | 譚耀宗    | 譚耀宗    | 吳靄儀     | 吳靄儀     | 吳靄儀     | 吳靄儀     |
| 事務委員會                     |           |           |           |           |            |            |            |            |
| 司法及法律事務委員會           | 吳靄儀    | 吳靄儀    | 吳靄儀    | 吳靄儀    | 何俊仁     | 何俊仁     | 梁美芬     | 梁美芬     |
| 工商事務委員會                 | 方 剛     | 方 剛     | 黃定光    | 黃定光    | 黃定光     | 林大輝     | 方 剛      | 方 剛      |
| 政制事務委員會                 | 譚耀宗    | 譚耀宗    | 譚耀宗    | 譚耀宗    | 何鍾泰     | 何鍾泰     | 梁劉柔芬   | 梁劉柔芬   |
| 發展事務委員會                 | 劉皇發    | 劉皇發    | 劉秀成    | 劉秀成    | 劉秀成     | 劉秀成     | 劉皇發     | 劉皇發     |
| 經濟發展事務委員會             | 林健鋒    | 林健鋒    | 林健鋒    | 林健鋒    |            | 謝偉俊     | 湯家驊     | 謝偉俊     |
| 教育事務委員會                 | 何秀蘭    | 何秀蘭    |           |           | 梁美芬     | 梁美芬     | 何秀蘭     | 陳淑莊     |
| 環境事務委員會                 | 余若薇    | 余若薇    | 陳克勤    | 陳克勤    | 陳克勤     | 陳克勤     | 余若薇     | 余若薇     |
| 財經事務委員會                 | 陳鑑林    | 陳鑑林    | 陳鑑林    | 陳鑑林    | 湯家驊     | 湯家驊     | 陳健波     | 陳健波     |
| 食物安全及環境衞生事務委員會   | 李華明    | 李華明    | 張宇人    | 張宇人    | 黃容根     | 黃容根     | 黃容根     | 黃容根     |
| 衞生事務委員會                 | 李國麟    | 李國麟    | 梁家騮    | 梁家騮    | 梁家騮     | 梁家騮     | 李國麟     | 李國麟     |
| 民政事務委員會                 | 葉國謙    | 葉國謙    | 葉國謙    | 葉國謙    | 陳淑莊     | 甘乃威     | 甘乃威     | 甘乃威     |
| 房屋事務委員會                 | 王國興    | 王國興    | 李永達    | 李永達    | 馮檢基     | 馮檢基     | 王國興     | 王國興     |
| 資訊科技及廣播事務委員會       | 梁君彥    | 譚偉豪    | 黃毓民    | 黃毓民    | 李永達     | 李永達     | 譚偉豪     | 譚偉豪     |
| 人力事務委員會                 | 李鳳英    | 李鳳英    | 李卓人    | 李卓人    | 黃國健     | 葉偉明     | 李鳳英     | 李鳳英     |
| 公務員及資助機構員工事務委員會 | 李卓人    | 李卓人    | 葉劉淑儀  | 葉劉淑儀  | 葉劉淑儀   | 潘佩璆     | 葉偉明     | 潘佩璆     |
| 保安事務委員會                 | 劉江華    | 劉江華    | 涂謹申    | 涂謹申    | 涂謹申     | 涂謹申     | 劉江華     | 劉江華     |
| 交通事務委員會                 | 張學明    | 張學明    | 鄭家富    | 鄭家富    | 鄭家富     | 鄭家富     | 張學明     | 張學明     |
| 福利事務委員會                 | 陳偉業    | 黃成智    | 張國柱    | 張國柱    | 張國柱     | 張國柱     | 黃成智     | 黃成智     |

## 宣誓
每位立法會議員均須在就職前進行宣誓，宣誓於2008年10月8日上午11時開始，議員可按照個人信仰選擇使用宗教式或非宗教式，語言可選擇使用廣東話、普通話或英語。
有15名議員使用了宗教式宣誓，語言方面大部份均使用廣東話，只有黃宜弘及黃毓民使用了普通話，而吳靄儀、石禮謙、張宇人和謝偉俊則使用了英語。
社民連的陳偉業、梁國雄及黃毓民在宣誓前後高叫口號，另何秀蘭及黃成智也在宣讀誓言時加入其他內容。
由於何俊仁是連任四屆而且姓名筆劃最少，他是第一位進行宣誓的議員；而譚偉豪則是新任議員（以連續任期計算）中姓名筆劃最多的一位，因此他是最後一位進行宣誓的。

## 特別事件／爭議事件

### 史上第一位具黨籍的立法會主席
自彭定康取消兼任立法局主席改以議員互選後，歷任立法局/會主席也沒有具政黨黨籍。儘管范徐麗泰在回歸前也曾是自由黨的前身，啟聯資源中心的成員。范徐麗泰在任臨立會及立法會期間保持無黨籍的身份。自她宣佈不連任後，有傳內務委員會主席(立法會主席離席時，由內務委員會主席代為主持會議，近似副主席)劉健儀呼聲最高。
但最後以民建聯前主席、行政會議成員曾鈺成參與競選。而泛民主派則推舉前任內務委員會副主席、民主黨的李華明參與競逐。
由於曾鈺成形象鮮明，而依據一直以來的慣例，立法會主席不參與投票，亦不多就社會議題進行發言。曾鈺成表明，因為民建聯在香港島只餘下他一名立法會議員，他必須兼顧地區工作。他最後答應如當選則不會參與投票。
立法會首次開會當日，曾鈺成沒有跟民建聯其他立法會議員一起坐，而是坐到另外一邊。選舉結果，曾鈺成得36票，李華明得24票。曾鈺成當選立法會主席。會後，他宣佈辭去行政會議成員職務，曾蔭權委任民建聯的劉江華進入行政會議。
由於泛民主派只有23席，李華明所得的第24票從何而來，曾引起不少猜疑，但由於選舉立法會主席的投票是不記名的，該票來自誰人亦無從得知。同樣地，事實上亦沒有任何資料可以確認泛民主派的23位議員皆投票給李華明。

### 劉慧卿出任財務委員會主席
劉慧卿於第三屆立法會，連續出任三年財務委員會主席，其中兩次當選被視為意料之外。於2007-2008年度，財委會主席一職就由民建聯主席譚耀宗當選出任，而劉慧卿則出任副主席。
第四屆立法會選舉剛塵埃落定，劉慧卿表示有意參選財委會主席。而曾被劉慧卿擊敗的黃宜弘亦宣佈有意參選。2008年10月8日立法會開議首日，財務委員會第一次召開會議，劉慧卿及黃宜弘接受眾委員的質詢。
由於泛民主派在選舉中失去3席，故一般認為黃宜弘勝算較高。當時委員質詢的重點並沒有像四年前般側重政治層面，而是集中討論財委會的工作。
在不記名的投票結果，劉慧卿得到30票，黃宜弘得到28票，第三次出乎意料地當選財委會主席。由於當屆立法會泛民主派只有23席，餘下的7票到底屬那些建制派人士，政界眾說紛紜。由於投票屬不記名，事實上是否泛民主派的23票皆投給劉慧卿亦未可知，但劉慧卿在此後四年皆獲部分建制派人士支持擔任財委會主席。

### 黃毓民掟蕉事件
在2008年香港立法會選舉中，大多數地區直選的候選人也提出「生果金增加至一千元」的政綱。選後，希望曾蔭權在施政報告中增加生果金的壓力愈來愈大。2008年10月15日，曾蔭權到立法會宣讀施政報告，長毛梁國雄已在曾未宣讀前上前發難。曾蔭權宣讀「增加長者津貼，但同時須對長者進行入息審查」後，黃毓民與陳偉業高叫口號，黃毓民更掟香蕉至主席台前，然後二人被請出立法會。
鑑於黃毓民利用議事抗爭，引發社會討論。不少家長組織認為此舉會教壞小孩，社民連卻不以為然。後來李卓人在屯門被人襲擊，亦以香蕉塞口。然而，最終政府亦因社會壓力取消入息審查，直接將「生果金」提高至一千元。

### 2010年五區補選
公民黨及社民連五位立法會議員於2010年1月26日，向立法會秘書處遞交辭職信，五個選區辭職議員包括港島區陳淑莊、九龍東梁家傑、九龍西黃毓民、新界東梁國雄及新界西陳偉業。5月16日補選中得到57萬選民支持，五位辭職議員全數返回立法會議席。

### 擴大將軍澳堆填區憲政爭議
新界東將軍澳堆填區將於2013年飽和，為了解決這個問題，政府決定從清水灣郊野公園5公頃土地納入將軍澳堆填區範圍中，以希望延長將軍澳堆填區的壽命至2020年。此事除了在新界東持有民選席次的政黨外，尤其被視為親政府的自由黨亦因為明日之星方國珊有意於將軍澳日出康城(日出康城距離堆填區只有850米)所屬選區參選區議會選舉，工聯會打算派出勞工界別議員葉偉明轉往新界東參選地區直選而反對。
行政長官會同行政會議提出《2010年郊野公園(指定)(綜合)(修訂)令》(簡稱擴建令)，公佈從清水灣郊野公園劃出 5公頃土地納入將軍澳堆填區範圍中，2010年10月4日，立法會《2010年郊野公園(指定)(綜合)(修訂)令》小組委員會一致通過，要求行政長官廢除擴建堆填區的行政指令，小組委員會主席陳淑莊議員將會依照小組委員會的決議提出廢除擴建令的議案。翌日，政府突然搬出律政司的意見，律政司在咨詢大律師唐明治後，指《釋義及通則條例》中，有關指令由行政長官會同行政會議提出，但行政長官無權廢除指令，只可以修改生效日期，更指立法會大會通過廢除有關指令，亦無法律效力；換言之，根據政府的解釋，立法會根本無力阻止行政長官的指令，指令將如期生效。
律政司的解釋一出，引來立法會的反彈，立法會依基本法有通過、否決法例的權力，政府以本地立法來禁止立法會的憲政權力，此例一開，以後立法會就無權廢除行政長官會同行政會議所提出的指令，政府可以用相同方法，繞過立法會以行政指令行事，進一步削弱立法會權力，形同「自廢武功」。
環境局局長邱騰華得知立法會反彈以後，2010年10月6日晚上宣佈讓步，將擴建令由2010年11月，押後14個月至2012年1月生效，邱騰華並聲稱，在指令生效以前，不會向立法會財委會申請撥款。有傳媒認為，邱騰華此舉，是希望令此事在區議會選舉以後實行，以減輕各政黨的選舉壓力而換取他們支持方案。面對政府延後的建議，各政黨擔心一旦妥協，日後難以再迫使政府關閉堆填區，於是不為所動。而諷刺的是，律政司指立法會無權廢除廢除行政長官的指令，但環境局又向立法會提出延後實行指令至2012年1月生效的議案。2010年10月8日，環境局副局長潘潔親身到將軍澳陳克勤的議員辦事處向民建聯西貢區議員會面並拉票，無功而還。
2010年10月10日，政務司司長唐英年接受政府新聞網訪問時，說「像我們處理骨灰龕、堆填區等問題，大家都不希望這些設施在自己附近。但政府有責任從整體看問題，多數人的利益應該高於小眾的利益，當然也應該妥善處理和解決受影響人士的關注，盡量爭取他們的理解。」，被傳媒指是火上加油，面對立法會上跨黨派一致反對，政府顯然是搞不清楚誰到底是小眾。
2010年10月11日，立法會主席曾鈺成宣佈批准陳淑莊議員所提出的廢除擴建令議案，交付立法會大會辯論。2010年10月13日，曾蔭權宣讀施政報告以後，立法會大會開始辯論廢除擴建令的議案，最後，除了身兼行政會議成員的劉江華、劉皇發反對，霍震霆缺席及詹培忠棄權外、分別以直選議員28票，功能組別議員27票支持獲得通過。最後政府決定刊憲承認現實，就其他處理廢物的方案進行研究。

### 首次否決公共財政條例決議案
政府每年二月底都向立法會提交下年度的財政預算案，為讓議員有足夠時間審議政府在預算案中的各項開支，財政預算案會安排在四月表決，而四月亦是新財政年度的開始，由於會有至少十多日的空窗期，會使公務員未能支薪、綜援、生果金未能派發，於是政府每年三月都會根據《公共財政條例》，向立法會提出決議案申請臨時撥款，數額一般是上一個財政年度的三個月開支。
在獲批臨時撥款後，只要動用的款項不逾申請總額，財政司司長可自由改動任何分支分目，惟更改後的款額不得超過預算案中有關分目所預留的款項。而在預算案通過後，會被納入預算案之內。
政府之前因為2011年財政預算案引來市民強大反彈，曾俊華雖然讓步宣佈派錢，但仍然未得到泛民主派的認同，而泛民主派與曾俊華見面的時間，比建制派遲一週，會上曾俊華對泛民主派的建議充耳不聞，引來泛民主派的不滿。會後泛民主派宣佈向曾俊華宣戰，而民主黨亦不排除提出對曾俊華的不信任動議。
3月9日，立法會上表決公共財政條例決議案，泛民主派宣佈會投棄權票，而至少有10位建制派議員身為人大代表或政協委員前往北京開會，而留港的建制派議員，亦有的外出工作。於是變成泛民主派比建制派的議員人數多，而坐鎮的財經事務及庫務局長陳家強亦毫無警覺，結果變成17票贊成，14票棄權(李卓人等四名泛民議員不投票)，由於只差兩票贊成票才超過在席議員的半數(19票)，故公共財政條例決議案被否決。
以往這個決議案是行禮如儀地通過，今次泛民主派棄權使議案被否決，使政府措手不及，曾俊華嚴辭抨擊泛民主派不顧民生，而建制派議員則認為泛民「玩大左」。依照規則，政府把決議案略作刪減後提交立法會，得立法會主席曾鈺成批准豁免通知期，提交於3月16日的立法會會議再行表決，最後得以通過。

### 拉布戰
2012年5月2日，人民力量的黃毓民及陳偉業發起拉布，於議案《2012年立法會(修訂)條例》草案中合作提交2,464頁修訂，共1,306條。會議期間，兩名議員發表冗長發言，並由社民連議員梁國雄、獨立議員鄭家富及工黨議員何秀蘭和李卓人協助，要求政府撤回《2012年立法會(修訂)條例》，約拉布3星期未有結果。工商專業聯盟的黃宜弘議員在5月17日凌晨4時許提出終止辯論並開始表決。立法會主席曾鈺成隨即決定暫停會議，稍後宣佈在早上九時復會，繼續辯論至同日中午後開始對修訂進行表決。

## 外部連結
- 香港立法會網站 （页面存档备份，存于）
- 香港立法會重要表決紀錄網站 （页面存档备份，存于）